# Acallidia dentilinea
Acallidia dentilinea är en fjärilsart som beskrevs av William Schaus 1913. Acallidia dentilinea ingår i släktet Acallidia och familjen mott. Inga underarter finns listade i Catalogue of Life.